# Peter Made
Johan Peter Made (* 17. Juli 1775 in Wersau; † 22. März 1853 ebenda) war ein deutscher Zentschultheiß, Politiker und Abgeordneter der 2. Kammer der Landstände des Großherzogtums Hessen.
Peter Made war der Sohn des Zentgeschworenen und Gerichtsschöffen Johan Wendel Made (1746–1821) und dessen Ehefrau Elisabetha Margaretha, geborene Daab (1755–1815). Made, der evangelischen Glaubens war, war Zentschultheiß in Wersau und heiratete Anna Juliane geborene Nebel (1783–1845).
Von 1820 bis 1824 gehörte er der Zweiten Kammer der Landstände an. Er wurde für den Wahlbezirk Starkenburg 12/Groß-Bieberau gewählt.